# Lecompte
Lecompte és una població dels Estats Units a l'estat de Louisiana. Segons el cens del 2000 tenia 1.366 habitants.

## Demografia
Segons el cens del 2000, Lecompte tenia 1.366 habitants, 516 habitatges, i 330 famílies. La densitat de població era de 517,1 habitants/km².
Dels 516 habitatges en un 27,3% hi vivien nens de menys de 18 anys, en un 34,7% hi vivien parelles casades, en un 24,2% dones solteres, i en un 35,9% no eren unitats familiars. En el 32,2% dels habitatges hi vivien persones soles el 16,9% de les quals corresponia a persones de 65 anys o més que vivien soles. El nombre mitjà de persones vivint en cada habitatge era de 2,65 i el nombre mitjà de persones que vivien en cada família era de 3,38.
Per edats la població es repartia de la següent manera: un 28,9% tenia menys de 18 anys, un 10,9% entre 18 i 24, un 24,2% entre 25 i 44, un 20,6% de 45 a 60 i un 15,4% 65 anys o més.
L'edat mediana era de 34 anys. Per cada 100 dones de 18 o més anys hi havia 75 homes.
La renda mediana per habitatge era de 18.708 $ i la renda mediana per família de 23.897 $. Els homes tenien una renda mediana de 22.361 $ mentre que les dones 15.250 $. La renda per capita de la població era de 10.210 $. Entorn del 32,9% de les famílies i el 35,4% de la població estaven per davall del llindar de pobresa.

## Poblacions més properes
El següent diagrama mostra les poblacions més properes.